# Сульфаметоксазол
Сульфаметоксазо́л — синтетичний антибактеріальний засіб з групи сульфаніламідних препаратів для парентерального та перорального застосування. Сульфаметоксазол уперше введений у клінічну практику в США у 1961 році.

## Фармакологічні властивості
Сульфаметоксазол — синтетичний препарат з групи сульфаніламідних препаратів середньої тривалості дії. Препарат має бактеріостатичну дію, що полягає у порушенні синтезу мікрооргазмами фолієвої кислоти та блокуванні засвоєння мікроорганізмами параамінобензойної кислоти. До препарату чутливі наступні збудники: малярійний плазмодій, токсоплазма, пневмоцисти; бактерії Pseudomonas aeruginosa, Escherichia coli, Proteus spp., стафілококи, клебсієли, стрептококи ,Brucella spp., лістерії, Nocardia spp. У клінічній практиці застосовують переважно у комбінації з інгібітором дифолатредуктази триметопримом.

### Фармакодинаміка
Сульфаметоксазол відносно повільно всмоктується в шлунково-кишковому тракті, максимальна концентрація в крові після перорального прийому досягається через 2—4 години. Біодоступність препарату становить 90 %, при парентеральному застосуванні 100 %. Сульфаметоксазол добре зв'язується з білками плазми крові (на 65 %). Препарат створює високі концентрації в більшості тканин і рідин організму. Сульфаметоксазол добре проходить через гематоенцефалічний бар'єр. Препарат проходить через плацентарний бар'єр та виділяється в грудне молоко. Сульфаметоксазол частково метаболізується в печінці з утворенням неактивних метаболітів. Період напіввиведення препарату складає 8-12 годин. Виводиться препарат з організму переважно нирками, при порушенні функції нирок спостерігається збільшення періоду напіввиведення препарату з організму.

## Показання до застосування
Сульфаметоксазол у комбінації з триметопримом застосовують при інфекціях, які спричинюють чутливі до складових препарату збудники: інфекціях сечовидільних шляхів, гострому отиті, пневмоцистній пневмонії, токсоплазмозі, нокардіозі, діареї мандрівників.

## Побічна дія
Оскільки сульфаметоксазол застосовують майже виключно з триметопримом, то побічні ефекти цих препаратів можуть сумуватися, але більша ймовірність побічних ефектів характерна для сульфаметоксазолу. При застосуванні сульфаметоксазолу у комбінації з триметопримом можливі наступні побічні ефекти:
- Алергічні реакції — часто (1—10 %) висипання на шкірі; дуже рідко (менше 0,01 %) кропив'янка, гіперемія шкіри, бронхоспазм, набряк язика та верхньої губи, вовчакоподібний синдром, гарячка, фотодерматоз, синдром Стівенса-Джонсона, синдром Лаєлла, анафілактичний шок, набряк Квінке, сироваткова хвороба.
- З боку травної системи — часто (1—10 %) нудота, діарея, кандидоз ротової порожнини; нечасто (0,1—1 %) блювання; дуже рідко (менше 0,01 %) панкреатит, спрага, сухість ув роті, біль у животі, гепатит, жовтяниця, розвиток печінкової енцефалопатії, псевдомембранозний коліт.
- З боку нервової системи — часто (1—10 %) головний біль; дуже рідко (менше 0,01 %) запаморочення, асептичний менінгіт, атаксія, безсоння, депресія, психоз, периферична або оптична нейропатія, увеїт.
- З боку серцево-судинної системи — дуже рідко (менше 0,01 %) алергічний міокардит.
- З боку дихальної системи — задишка, кашель, еозинофільні інфільтрати в легенях.
- З боку опорно-рухового апарату — дуже рідко (менше 0,01 %) вузликовий періартеріїт, артралгії, міалгії, рабдоміоліз.
- З боку сечовидільної системи — дуже рідко (менше 0,01 %) нефротоксичний синдром, інтерстиціальний нефрит, тубулярний некроз, ниркова недостатність.
- З боку ендокринної системи — дуже рідко (менше 0,01 %) гіпоглікемія.
- Зміни в лабораторних аналізах — дуже часто (більше 10 %) гіперкаліємія; дуже рідко (менше 0,01 %) еозинофілія, лейкопенія, нейтропенія, тромбоцитопенія, гемолітична анемія, панцитопенія, мегалобластна анемія, агранулоцитоз, гіпопротромбінемія, підвищення рівня білірубіну, активності амінотрансфераз в крові, гіпоглікемія, гіпонатріємія.

У хворих на СНІД частота побічних реакцій, особливо гарячки, висипань на шкірі, лейкопенії і збільшення активності амінотрансфераз, значно підвищується.

## Протипоказання
Сульфаметоксазол протипоказаний при підвищеній чутливості до компонентів препарату, мегалобластній анемії, дітям до 6 років, при важкій печінковій та нирковій недостатності, вагітності та годуванні грудьми, дефіциті глюкозо-6-фосфатдегідрогенази.

## Форми випуску
Сульфаметоксазол випускається у комбінації з триметопримом у співвідношенні 5 частин сульфаметоксазолу та 1 частина триметоприму у вигляді ампул по 5 мл. (400/80 мг); таблеток по 100/20, 200/40, 400/80 та 800/160; та сиропу для застосування всередину по 0,24 мг/мл.